# Miss Mato Grosso 2005
Miss Mato Grosso 2005 foi a 46ª edição do tradicional concurso de beleza feminina de Miss Mato Grosso, válido para a disputa de Miss Brasil 2005, único caminho para o Miss Universo. Este ano participaram dezesseis (16) candidatas em busca do título que pertencia à sorrisense Bethânia Zambiozi, vencedora do título no ano anterior. Comandado pelo colunista social Warner Wilon, a disputa aconteceu no Iate Clube de Cáceres, em Cáceres. Na ocasião, sagrou-se campeã a representante de Sorriso, Fernanda Mara Frasson  que foi auxiliada em sua coroação pela presença ilustre da Miss Brasil 2004, Fabiane Niclotti.

## Resultados

### Colocações
| Posição   | Município e Candidata                |
| Vencedora | - Sorriso - Fernanda Frasson         |
| 2º. Lugar | - Juína - Carla Francieli            |
| 3º. Lugar | - Lucas do Rio Verde - Diane Girardi |

1. Houve um Top 08 mas não há mais informações.

### Prêmio Especial
O concurso distribuiu apenas uma premiação este ano: 
| Prêmio        | Candidata                   |
| Miss Simpatia | - Sinop - Luciane Rodrigues |

## Candidatas
Disputaram o título este ano: 